# Gilbert Duchêne
Pour les articles homonymes, voir Duchêne.
Gilbert Duchêne (29 juillet 1919 à Moussey - 29 novembre 2009 à Metz), est un évêque catholique français. Il a été évêque de Saint-Claude de 1975 à 1994.

## Biographie
Gilbert-Antoine Duchêne naît le 29 juillet 1919 à Moussey, en Lorraine. Il étudie au collège Saint-Augustin à Bitche, puis au grand séminaire de Metz. Sa formation est interrompue par la Seconde Guerre mondiale. Il sert dans l'armée française de 1940 à 1942. Il reprend sa formation à Belley dans l'Ain. 
Ordonné prêtre le 14 juillet 1946, il poursuit sa formation théologique à l'institut catholique de Paris, puis à l'Université pontificale grégorienne à Rome. Nommé vicaire de l'église Saint-Martin de Metz, il est nommé professeur de théologie et de droit canonique au grand séminaire de Metz, dont il devient le supérieur. Il est ensuite nommé vicaire général à Metz, en 1970. Nommé évêque auxiliaire de ce même diocèse avec le titre d'évêque in partibus de Tela (de) le 18 septembre 1971, il est consacré le 11 décembre suivant. Il sera évêque-auxiliaire de l'évêché de Metz de 1972 à 1975. 
Le 10 juin 1975, il est nommé évêque de Saint-Claude à Lons-le-Saunier. En 1976, Mgr Duchêne devient président de la Commission épiscopale de la Famille et membre de la Commission du Monde rural en 1984. Il assume cette charge pendant près de 20 ans, se retirant, pour raison d'âge le 1er décembre 1994, dans son village natal. Gilbert-Antoine Duchêne s'est éteint à Metz , le 29 novembre 2009.